# Boulder-Gruppe
Die Boulder-Gruppe ist eine Gruppe, die im Auftrag des National Bureau of Standards die genauste Messung der Lichtgeschwindigkeit durchgeführt hat. Projektleiter war Ken Evenson. Weitere Projektmitglieder waren Bruce Danielson, Gordon W. Day, Dick Barger, John L. Hall, Russ Petersen und Joe Wells.

## Das Ende der Messung der Lichtgeschwindigkeit
Das National Bureau of Standards in den USA hatte eine lange Tradition in der Messung der Lichtgeschwindigkeit (siehe Rosa und Dorsey 1907).
Die Boulder-Gruppe versuchte eine Methode zu entwickeln, um die Lichtgeschwindigkeit zu bestimmen. 1972 wurde eine Asymmetrie in der Kryptonlinie gefunden, die bis dato die Grundlage der Definition des Meters war und somit eine genaue Messung unmöglich machte. Die Zeit ließ sich dagegen mit der Caesiumatomuhr sehr genau messen – ebenso die Lichtgeschwindigkeit, die 1973 mit 299.792.457,4 m/s  veröffentlicht wurde.
Nun war also der Meter das Problem. Das Experiment wurde von anderen Laboren mehrfach wiederholt und verbessert, um die Frage zu beantworten, ob eine genauere Definition des Meters mit Hilfe der Lichtgeschwindigkeit möglich war. Dafür wurde nur noch eine genaue Messung von höheren sichtbaren Wellenlängen zur Verifikation benötigt. Die Boulder-Gruppe nahm auch dieses Mal wieder eine führende Rolle ein und machte die erste direkte Messung der Frequenz von Licht mit einem Iod-stabilisierten Helium-Neon-Laser bei 633 nm und auch bei 576 nm Wellenlänge. Dies wurde erneut weltweit in anderen Laboren verifiziert und machte den Weg frei für eine Neudefinition des Meters.
Auf der 17. Generalkonferenz für Maß und Gewicht im Jahr 1983 wurde die Definition des Meters von: „Ein Meter ist das 1.650.763,73-fache der Wellenlänge der sich im Vakuum ausbreitenden Strahlung, die von Atomen des Nuklids Krypton-86 beim Übergang vom Zustand 5d5 zum Zustand 2p10 ausgesandt wird“ in „Ein Meter ist die Strecke, die das Licht im Vakuum in einer Zeit von 1/299.792.458 Sekunden zurücklegt“ geändert. Dadurch bekam die Lichtgeschwindigkeit den festen Wert c = 299.792.458 m/s zugewiesen. Diese „krumme“ Zahl wurde gewählt, um eine möglichst geringe Abweichung vom Urmeter zu haben.